# Дворец на Лайне
Дворец на Лайне (нем. Leineschloss) — дворец в стиле классицизма, расположенный на берегу реки Лайне в Ганновере, столице федеральной земли Нижняя Саксония. Впервые построен как фахверковый дом в 1637 году. Полностью перестроен с 1816 по 1844 г. Служил основной резиденцией королей Ганновера с 1837 по 1866 год, когда Вельфы уехали из Ганновера в Гмунден (замок Кумберланд). Разрушен бомбардировкой союзников в 1943 году. Восстановлен в 1957—1965 гг. по проекту Дитера Эстерлена. С 1962 года здесь заседает местный ландтаг.